# Луїджі Діберті
Луїджі Діберті (італ. Luigi Diberti; нар. 29 вересня 1939) — італійський актор театру та кіно.
Після закінчення Національної академії драматичного мистецтва в Римі він спочатку з'явився в невеликих театральних ролях, а потім дебютував у кіно у фільмі Мауріціо Понці «Візіонери» (1968). Відтоді він знімався у фільмах Еліо Петрі, Ліни Вертмюллер, Мікеланджело Антоніоні, Діно Різі та багатьох інших.

## Вибрана фільмографія
- 1971 — Робітничий клас іде в рай
- 1972 — Ображена честь Мімі-металурга
- 1980 — Таємниця Обервальда
- 1997 — Місце на кладовищі